# Temporary (canção de Lauren Jauregui)
"Temporary" é uma canção da cantora e compositora americana Lauren Jauregui, lançada em 30 de abril de 2021 em parceria com a Sound It Out, uma campanha nacional que usa a música para ajudar crianças e seus responsáveis a ter conversas abertas e honestas sobre saúde mental.

## Informações
Lauren há muito tempo é aberta sobre sua própria saúde mental, e agora ela está canalizando essa jornada em sua música de uma maneira nova e poderosa. A canção "Temporary" é uma balada inglês-espanhola lenta e emocionante que Jauregui canta em homenagem à conversa que teve com uma estudante de 13 anos chamada Anna. A música fala sobre os altos e baixos da saúde mental e como os conflitos podem ser passageiros em qualquer idade, especialmente na adolescência. "Toda a iniciativa é incrível", disse Lauren durante uma Live em seu Instagram no dia 28 de abril para anunciar a música. "Eles estão realmente apenas... aproveitando o poder da música para nos ajudar a falar sobre nossos sentimentos. Era um alinhamento perfeito. É literalmente por isso que faço música... é como transmuto meus sentimentos", completou.
Veja um trecho da letra: “Alguns dias a confiança vem como uma cura/ Às vezes, o ruído é muito alto para ignorar/ De qualquer forma, tudo é temporário/ Não, nada fica bom ou ruim por muito tempo/ Quando aprendemos a deixar ir/ É tudo temporário, de qualquer maneira/ E vamos encontrar uma maneira de deixar ir”.

O objetivo do Sound It Out é ajudar pais e filhos a encontrar uma linguagem comum para falar sobre saúde mental, e essa linguagem é a música, disse Renee Wittemyer, diretora de estratégia de programa e investimento da Pivotal Ventures (que produziu a campanha junto com o Ad Council) em um comunicado. "Esforços inovadores como este são essenciais para ajudar mais jovens a obter o apoio de que precisam." A campanha também enfatiza o alcance das comunidades Negras e Latinx , com recursos e músicas, como a de Jauregui, em espanhol e também em inglês. O EP está disponível para transmissão em todas as plataformas digitais.